# Sven Beckedahl
Sven Beckedahl (* 1970) ist ein deutscher Sportjournalist und ehemaliger Handballspieler.

## Werdegang
Beckedahl spielte auf Vereinsebene Handball für den LTV Wuppertal. Er war Juniorennationalspieler und bestritt im Dezember 1991 ein A-Länderspiel.
Nach dem Studium im Fach Kommunikationswissenschaft durchlief er ein Volontariat beim Philippka-Sportverlag in Münster und war für diesen auch anschließend tätig. Zu Beginn seiner journalistischen Laufbahn befasste er sich in seinen Berichten ausschließlich mit der Sportart Handball. 1999 wechselte Beckedahl zu Axel Springer und schrieb für die Zeitungen Die Welt, Welt am Sonntag sowie Sport Bild. 2016 wurde er bei der Sport Bild stellvertretender Chefredakteur.